# サタナビっ!
『サタナビっ!』(Saturday　Navigation)は、2003年10月4日から秋田朝日放送（AAB）で放送されている生放送の情報番組。サブタイトルは「Happy & Smile」（ハッピーアンドスマイル）、コンセプトは「週末を楽しく過ごすヒント、教えます。」。キャッチフレーズは「なにか、いいこと、ありそうだ。」。
秋田県内の生活情報や旅企画などを放送する。秋田だけではなく、東北各地や東京などへも出かけて情報を伝えており、秋田県内で放送されている他の情報番組との差を取っている。2009年度までは全国高等学校野球選手権秋田大会の中継時には放送休止していたが、2010年度からは放送時間を短縮した上で収録放送を行っている。また、速報ニュースがあれば番組内で伝えるケースが増えている。

## 出演者
・*は放送期間中、秋田朝日放送アナウンサー
| 出演期間                      | 司会・進行 | 司会・進行 | 出演者                                                                          | 中継コーナー                                                           | 料理コーナー                                       |
| 出演期間                      | 男性       | 女性*      | 出演者                                                                          | 中継コーナー                                                           | 料理コーナー                                       |
| ----------------------------- | ---------- | ---------- | ------------------------------------------------------------------------------- | ---------------------------------------------------------------------- | -------------------------------------------------- |
| 2003年10月4日-2006年3月25日   | ZEN        | 小田正実   | 菊池由希子 東海林由美子                                                         | 伊藤里奈*                                                              | 小田正実* 伊藤里奈*                                |
| 2006年4月1日-7月1日           | ZEN        | 杉本亜紀子 | 菊池由希子 東海林由美子                                                         | 塩地美澄*                                                              | 杉本亜紀子* 塩地美澄*                              |
| 2006年7月8日-9月30日          | ZEN        | 杉本亜紀子 | 東海林由美子 後藤良                                                             | 塩地美澄*                                                              | 杉本亜紀子* 塩地美澄*                              |
| 2006年10月7日-2007年3月31日   | ZEN        | 杉本亜紀子 | 後藤良 鈴木奈々子                                                               | 塩地美澄*                                                              | 杉本亜紀子* 塩地美澄*                              |
| 2007年4月7日-2008年3月29日    | ZEN        | 塩地美澄   | 後藤良 鈴木奈々子                                                               | 油井亜衣*                                                              | 塩地美澄* 油井亜衣*                                |
| 2008年4月5日-2009年3月28日    | ZEN        | 塩地美澄   | 後藤良 鈴木奈々子                                                               | 油井亜衣*                                                              | 高堂路子                                           |
| 2009年4月5日-2010年3月27日    | ZEN        | 塩地美澄   | 後藤良 鈴木奈々子                                                               | 手島千尋*                                                              | 高堂路子                                           |
| 2010年4月3日-9月25日          | ZEN        | 塩地美澄   | 後藤良 松田梨花                                                                 | 手島千尋*                                                              | 高堂路子                                           |
| 2010年10月2日-2011年3月26日   | ZEN        | 塩地美澄   | 後藤良 樋口暁子                                                                 | 手島千尋*                                                              | 高堂路子                                           |
| 2011年4月2日-9月24日          | ZEN        | 塩地美澄   | 後藤良 樋口暁子                                                                 | 柏木千春                                                               | 高堂路子                                           |
| 2011年10月2日-2013年3月30日   | ZEN        | 後藤明日香 | 後藤良 樋口暁子                                                                 | 柏木千春 手島千尋*                                                     | 高堂路子                                           |
| 2013年4月6日-2014年3月29日    | ZEN        | 本多真弓   | 後藤良 樋口暁子                                                                 | 柏木千春 緑川貴士*                                                     | 高堂路子                                           |
| 2014年4月5日-6月14日          | ZEN        | 藤盛由果   | 後藤良 樋口暁子                                                                 | 柏木千春 緑川貴士*                                                     | 高堂路子                                           |
| 2014年6月21日-10月25日        | ZEN        | 藤盛由果   | 後藤良                                                                          | 柏木千春 緑川貴士*                                                     | 高堂路子                                           |
| 2014年11月1日-2015年10月31日  | ZEN        | 藤盛由果   | 後藤良 樫尾典子                                                                 | 柏木千春                                                               | 高堂路子                                           |
| 2015年11月7日-2016年3月26日   | ZEN        | 藤盛由果   | 後藤良 樫尾典子 真坂はづき                                                      | 柏木千春                                                               | 高堂路子                                           |
| 2016年4月2日-2017年3月25日    | ZEN        | 藤盛由果   | 後藤良 樫尾典子 大島貴志子                                                      | 真坂はづき                                                             | 石田順 松井栄子 大友里美                           |
| 2017年4月1日-2018年3月31日    | ZEN        | 藤盛由果   | 後藤良 樫尾典子 真坂はづき 大島貴志子                                           | 後藤良 樫尾典子 真坂はづき 大島貴志子                                  | 石田順 松井栄子 須藤瞳                             |
| 2018年4月7日-11月24日         | ZEN        | 藤盛由果   | 後藤良 樫尾典子 真坂はづき 大島貴志子                                           | 後藤良 樫尾典子 真坂はづき 大島貴志子                                  | 石田順 松井栄子 菅原真紀                           |
| 2018年12月1日-2019年3月30日   | ZEN        | 藤盛由果   | 樫尾典子 真坂はづき 大島貴志子 澤井優香 村上晴香*                               | 樫尾典子 真坂はづき 大島貴志子 澤井優香 村上晴香*                      | 石田順 松井栄子 菅原真紀                           |
| 2019年4月6日-9月28日          | ZEN        | 藤盛由果   | 樫尾典子 真坂はづき 大島貴志子 澤井優香 村上春香* 長谷川舜（ちぇす）            | 樫尾典子 真坂はづき 大島貴志子 澤井優香 村上春香* 長谷川舜（ちぇす）   | 石田順 松井栄子                                    |
| 2019年10月5日-2021年9月28日   | ZEN        | 藤盛由果   | 樫尾典子 真坂はづき 大島貴志子 澤井優香 長谷川舜（ちぇす） 弭間花菜* 森川のどか |                                                                        | 石田順 松井栄子                                    |
| 2021年10月2日-2023年3月25日   | ZEN        | 藤盛由果   | 樫尾典子 真坂はづき 大島貴志子 澤井優香 長谷川舜（ちぇす） 弭間花菜* 森川のどか | 石田順 松井栄子 ジョシ・ジャスミン 蓮 菅原真紀 玉井聡                  |                                                    |
| 2023年4月1日 - 2024年3月30日  | ZEN        | 弭間花菜   | 真坂はづき 大島貴志子 澤井優香 長谷川舜（ちぇす） 森川のどか 高田美樹*          | 真坂はづき 大島貴志子 澤井優香 長谷川舜（ちぇす） 森川のどか 高田美樹* |                                                    |
| 2024年4月6日 - 9月14日        | ZEN        | 中島千歩   | 真坂はづき 大島貴志子 澤井優香 長谷川舜（ちぇす） 森川のどか                    | 石田順 松井栄子 ジョシ・ジャスミン 蓮 菅原真紀 玉井聡                  |                                                    |
| 2024年9月21日 - 2025年3月22日 | ZEN        | 中島千歩   | 真坂はづき 大島貴志子 澤井優香 長谷川舜（ちぇす） 森川のどか 榎くるみ           | 高田美樹* ※不定期 大久保香穂* ※不定期                                  | 石田順 ジョシ・ジャスミン 漣 菅原真紀 玉井聡       |
| 2025年3月29日 -               | ZEN        | 中島千歩   | 真坂はづき 大島貴志子 澤井優香 長谷川舜（ちぇす） 森川のどか 榎くるみ           | 高田美樹* ※不定期 大久保香穂* ※不定期                                  | 石田順 ジョシ・ジャスミン 松井栄子 玉井聡 工藤幸聖 |

- ABCテレビ『朝だ!生です旅サラダ』中継担当（中継放送時のみ、番組に参加）
  - 　ラッシャー板前（2023年3月まで）
  - 　 中丸雄一(KAT-TUN、2023年4月 - 2024年7月[注釈 11])

### インフォメーション等
・秋田朝日放送アナウンサー

## テーマ曲
| 曲名                   | アーティスト         | 使用時期                      |
| ---------------------- | -------------------- | ----------------------------- |
| パーフェクト・ワールド | ピチカート・ファイヴ | 2003年10月4日 - 2006年3月25日 |
| テレポテーション       | capsule              | 2006年4月1日 - 2007年3月31日  |
| プラスチックガール     | capsule              | 2007年4月7日 - 2013年3月30日  |
| ロケットスニーカー     | 大塚愛               | 2013年4月6日 - 2018年1月13日  |
| アウトサイダー         | Awesome City Club    | 2018年1月20日 - 2024年2月14日 |
| オープンワールド       | 高橋優               | 2024年2月17日 -               |

## 『サタナビっ!』までのAAB自社製作番組の前史
- 開局直後の92年10月からスタートした朝いちフレッシュ情報（土 7:00 - 7:30）は、メインMCに当時AABの記者として入社してきた打楽器奏者の目黒一則を起用。オープニングテーマ曲に合わせて目黒が楽器を鳴らすというユニークな番組ではあったが定着せず、1996年9月を以って終了。
- 『朝いち…』の終了後は夕方のニュース番組『チャンネルeiei』の金曜放送分を「チャンネルeiei金曜版」と題し、塩畑弘之と工藤東子・北田牧子の進行で情報番組のテイストを入れてスタートさせた。「北田の間」というコーナーでは視聴者から寄せられたはがきを紹介していたが、放送時間の都合でコーナーが無くなり、そのまま終了した。しばらくして、ニュースに内包した番組となり、中継は北田→伊藤里奈。MCに塩畑と千田まゆこ→石井陽子（料理コーナー担当兼務）になり、コーナーに北東北地域の話題のコーナーも取り入れていた。
- その後、2003年10月より新たな自社制作番組である『サタナビっ!』がスタートした。

## 番組の歴史

### 2003年
- 10月4日 - 番組放送開始。 番組開始当初の放送時間は9:45.30 - 10:38であった。[注釈 14]

### 2005年
- 4月2日 - 放送時間を15分繰り上げ。
- 6月18日　JR東日本秋田支社のパッケージツアーなどを紹介した「別冊・サタナビっ!」を放映。(17:00〜17:30)
- 10月1日　JR東日本秋田支社のパッケージツアーなどを紹介した「別冊・サタナビっ!」を放送。(17:00〜17:30)

### 2006年
- 3月25日　番組改編のため、伊藤里奈・小田正実の卒業を発表。
- 4月1日 - 番組をリニューアルし、新たにサブタイトルを付し、タイトルを「サタナビっ！～Happy & Smile～」とする。また、放送時間を9:30 - 10:35に変更。

杉本亜希子と、塩地美澄が加入。
- 7月1日　この日は放送時間を12:55〜14:00に変更。地上デジタルテレビ放送の試験放送が開始され番組もハイビジョン制作になる。
- 7月8日  菊池由紀子の卒業を発表。

### 2007年
- 3月31日　杉本亜紀子の卒業、AAB退社を発表。
- 4月7日　油井亜衣が加入。これと同時に塩地美澄が番組MCに昇格。

### 2008年
- 6月14日　同日午前8時43分に発生した岩手・宮城内陸地震の影響で、番組後半からANN報道特別番組開始までの間、サタナビっ！スタジオから地震情報を伝える構成に変更された。（ちなみに発生直後、旅サラダ向けに報道フロアから塩地アナが県内の被害状況を伝えた。またサタナビっ！放送中の間は、サタデースクランブル向けに、報道フロアから和気アナが秋田県内の被害状況を裏送りで伝えていた。）
- 10月4日 - 放送時間が9:30 - 10:50に変更され、15分拡大となる。

### 2009年
- 3月28日　油井亜衣の卒業、AAB退社を発表。
- 4月4日 - 放送時間が、現在の放送時間である9:30 - 11:00に変更され、10分拡大となる。
- 4月18日　手島千尋が加入。
- 7月25日　大沢幸広（NHK秋田）、酒井茉耶（ABS）、後藤美菜子（AKT）の各局アナウンサーが塩地美澄と共に地上デジタル放送推進大使秋田県代表として出演。なおエビス堂の同企画には、AABからは和気が出演。
- 8月29日　あじまんとのコラボ企画のため、山形県のあじまん社屋を塩地が訪れ、イメージキャラクターのウド鈴木、テレビユー山形の『どよまん』司会者の結城晃一郎、道広彩香両アナが出演。AABはTBSの系列局ではないのは勿論、テレビ朝日フルネット局のため他系列のアナが登場するのは大変珍しい。なお、テレビユー山形で同日夕方に放送された『どよまん』でも同企画が放送され、塩地が出演した。
- 12月30日　この日は水曜日だが、サタナビっ!年末大感謝祭～感謝と挑戦の2009～として12:00〜14:25の2時間25分拡大版で生放送。

### 2010年
- 2010年4月3日　樋口暁子が加入。
- 2010年12月30日　この日は木曜日だが、サタナビっ!年末大感謝祭2010～スタート！一歩前へ～として12:00〜15:00の3時間拡大版で生放送。

### 2011年
- 2月12日 松田梨香の卒業を発表。
- 3月12日 東日本大震災（東北地方太平洋沖地震）発生でANN報道特別番組放送。番組休止。 
  - 3月19日 番組全体で東日本大震災に関係する「生活情報」を伝える内容に変更された。画面下部には常時「生活情報」がロールスーパーされていた。
- 10月1日 塩地美澄の卒業を発表。
- 10月8日 後藤明日香が加入。

### 2013年
- 3月30日 後藤明日香、手島千尋の卒業およびAAB退社を発表。
- 4月6日 本多真弓が加入。
- 10月5日 放送開始から10周年。

### 2014年
- 3月 本田真弓が卒業。
- 4月 藤盛由果が加入。

### 2016年
- 2月13日 - この日のオンエアで、当番組で過去最高となる、視聴率20.0%を記録（ビデオリサーチ調べ、秋田地区・世帯・リアルタイム）。
- 3月26日 - 柏木千春が卒業。
- 4月23日 - 大島貴志子が加入。

### 2018年
- 1月6日- 全編、秋田オーパで生放送。
- 1月20日 - 番組リニューアル
- 4月7日 - 菅原真紀が加入。
- 11月24日 - 後藤良が卒業。村上晴香が加入
- 12月1日 - 澤井優香が加入。
- 12月22日 - 「年末大感謝祭」として、9：30～11:40まで放送。

### 2019年
- 1月26日 - AAB冬フェスタ開催のため[2]、3部構成（9:30〜10：30、10：30〜11：00、13：00〜14：30）の生放送。
- 3月30日 - 菅原真紀が番組レギュラーを一旦降板。
- 4月6日 - お笑いコンビ「ちぇす」の長谷川舜が加入。
- 9月28日 - AAB秋フェスタ開催のため2部構成（9:30〜11:45、13:00〜14:30）の生放送および村上春香の卒業発表。
- 10月5日 - 弭間花菜が加入。
- 12月28日 - 「サタナビっ!大感謝祭2019」として、9時30分から11時45分まで放送。

### 2020年
- 5月2日 - 新型コロナウイルス感染症対策として、ソーシャルディスタンス方式を開始。
- 12月5日 - 樫尾典子が卒業。

### 2021年
- 9月25日 - 特別番組「美味!伝統! あきた自慢テレビ」放送により、放送休止。
- 11月5日 - 「北海道・北東北縄文遺跡群」の世界遺産登録をうけて、青森朝日放送「夢はここから生放送 ハッピィ」と岩手朝日テレビ「Go!Go!いわて」との三元中継。（幹事局：青森朝日放送）
- 12月25日 - サタナビっ!大感謝祭を放送。

### 2022年
- 2月12日 - 北京五輪中継のため、30分の短縮版（生放送）
- 10月29日 - 菅原真紀が番組レギュラー再登板。
- 12月3日 - 森川のどかが加入。

### 2023年
- 3月25日 - 2014年4月から9年間、番組MCを務めてきた藤盛由果が卒業。
- 4月1日 - これまでレギュラー出演者だった弭間花菜が番組MCに昇格。
- 4月8日 - 高田美樹が加入。
- 5月27日 - 中丸雄一（KAT-TUN）が『旅サラダ』（ABCテレビ制作）の中継による出演により、当番組も参加。
- 9月2日 - 放送開始から1000回を突破。
- 9月30日 - トクバン！～秋のまんぷくスペシャル～放送のため、休止。
- 10月7日 - 放送開始から20周年。

### 2024年
- 2月14日 - 放送開始以来、18:30 - 20:00の特別番組『サタナビっ! ゴールデン～水曜の夜なのに…スペシャル!』で番組史上初のゴールデンタイムに進出[3]。　これに伴い新テーマソングが発表され、高橋優の「オープンワールド」が番組内で初公開され、2月17日放送回より正式起用された。
- 3月30日 - 弭間花菜が卒業、および高田美樹が一旦降板。
- 4月6日 - 中島千歩が加入。
- 8月27日 - パリ五輪中継のため、12時00分-13時30分の放送。
- 9月14日 - 松井栄子が一旦降板。
- 10月5日 - 中島千歩が体調不良のため、元番組MCの藤盛由果が代役MCを務めた。
- 10月12日 - 特別番組「AABだよ! 秋フェスタに大集合スペシャル〜トレタテ!×サタナビっ!×ぷぁぷぁ金星」放送により、放送休止。
- 10月19日 - 大久保香穂が中継リポーターとして加入、および高田美樹が中継リポーターとして再登板（ただし両者共に不定期扱い）。
- 12月7日 - 榎くるみが加入。
- 12月28日 - 年末大感謝祭2024　を放送。（9：30 - 11:30）

### 2025年
- 3月12日 - 19:00 - 20:00の特別番組『サタナビっ! ゴールデン～水曜の夜なのに…また…スペシャル!』を放送。高橋優が特別ゲストとして出演した。
- 3月22日 - 蓮が一旦降板。
- 3月29日 - 工藤幸聖が加入。

## 放送時間
| 期間    | 期間    | 放送時間（日本時間） |
| ------- | ------- | -------------------- |
| 2003.10 | 2005.03 | 土曜 9:45 - 10:38    |
| 2005.04 | 2006.03 | 土曜 9:30 - 10:38    |
| 2006.04 | 2008.09 | 土曜 9:30 - 10:35    |
| 2008.10 | 2009.03 | 土曜 9:30 - 10:50    |
| 2009.04 | 現在    | 土曜 9:30 - 11:00    |

## スタッフ
- 料理コーナー：協賛 東北電力ネットワーク、エルク、日立ハウステック東日本
- ブレンドコーヒー提供：ナガハマコーヒー
- 生花：マルワ生花店
- 中継
  - VE：堀井聡→鈴木大佐、佐藤理絵
  - CAM：片岡健二、木ノ内慎也
  - 音声（AUD）：佐藤勇貴、加賀谷憲吾→畠山亜希子、櫛引暁
  - 車両：長内俊憲→
- スタジオ
  - SW：佐々木弘樹→桜井正樹（TD[注釈 15]兼務）
  - VE：後藤聖也→山田敏拡
  - CAM：小野裕子、澁谷誠、片岡健二、佐々木祐介→大平和人、佐藤見、平泉慶人
  - 音声（AUD)：石川智博→五十嵐真人
  - タイトル：伊藤文佳、中泉一恵、成田佳子→中泉一恵、植田弥生、安西有希子
  - TK：佐々木小梅
- ディレクター：古和田泰、伊藤環希、照井健、佐藤郁子、塩谷理佳、石井宏和→平塚広大、神居辰弥、大島早紀、京戸環希、大友竜之介、山田裕子
- プロデューサー：武田伊正→伊藤彰子→北田牧子（アナウンサー兼務）→山崎育史
- チーフディレクター：武田伊正→後藤裕　→　北田牧子（アナウンサー兼務）→綿引光隆

- 製作統括：佐藤宣明→
- 製作協力：トラストネットワーク（秋田事業局）、MACS
- 製作著作：AAB秋田朝日放送